# إيلي جيفا
ايلي جيفا ((بالعبرية: אלי גבע‏) من مواليد 1950) قائد لواء إسرائيلي رفض خلال حصار بيروت (في المرحلة المبكرة من حرب لبنان عام 1982)قيادة قواته  إلى المدينة لأسباب أخلاقية أطلق عليها «تعريض كل من الجنود والمدنيين للخطر في حرب مدن». حاول رئيس الأركان الإسرائيلي رفائيل إيتان ورئيس الوزراء مناحيم بيجن التفاوض مع جيفا، لكنه أصر على ذلك وأُقيل بالتالي من الجيش الإسرائيلي. في ذلك الوقت كان جيفا أصغر عقيد في الجيش.
أثار هذا الحدث قدرًا كبيرًا من الجدل في إسرائيل في ذلك الوقت، وحتى يومنا هذا ما زال جيفا يعد رمزًا للتمرد الأخلاقي في الجيش الإسرائيلي. رفض جيفا في البداية إجراء مقابلات صحفية، لكنه تراجع بعد مجازر صبرا وشاتيلا، ومنح مقابلة للإذاعة الإسرائيلية التي بثت قبل مسيرة السلام الآن في تل أبيب في 25 سبتمبر 1982.

أوردت صحيفة نيويورك تايمز على مقابلة الكولونيل جيفا مع مناحيم بيغن: 
 رئيس الوزراء مناحيم بيغن، الذي أمضى 45 دقيقة مع العقيد قبل أن يطلب إعفائه من قيادته، ذكر اليوم أن الضابط قال له: «أنا قائد لواء. أنظر من خلال المنظار الخاص بي وأرى الأطفال». قال السيد بيغن إنه سأل العقيد: «هل حصلت على أمر بقتل هؤلاء الأطفال؟» قال الضابط إنه لم يكن هناك مثل هذا الأمر وسأل بيغن: «إذن ما الذي تشتكي منه؟» 
 في عام 2014 أصدر مؤلف الأغاني النرويجي مودي أغنية باسم إيلي جيفا دعما لعصيانه ومسعاه. كتب هذه الأغنية ريتشارد بيرجيس في عام 1982 للمغنية النرويجية بيرجيت غريمستاد. تم إقناعها بالامتناع عن أداء الأغنية في جولتها في إسرائيل في نفس العام.

## وصلات خارجية
- الشرق الأوسط: الحديث تحت السلاح - مقالة من 9 أغسطس 1982
- حصار بيروت - والعقيد الإسرائيلي المتردد